# Ali I.
Nur ad-Din Ali (arabisch المنصور نور الدين علي, DMG al-Manṣūr Nūr ad-Dīn ʿAlī; † November 1259) war seit 1257 der zweite Mamelukensultan von Ägypten. Sein Thronname war al-Malik al-Mansur.
Ali war ein Sohn des ersten Mamelukensultans von Ägypten, al-Mu'izz Aybak, der 1257 nach einer Palastrevolte ermordet wurde. Die Mameluken erhoben darauf Ali zum neuen Sultan, der allerdings keine tatsächliche Macht erhielt, weil er noch im jugendlichen Alter war. Der Hof von Kairo wurde vom Mu'izzi-Regiment der Mameluken dominiert, das einst dem Sultan Aybak als Leibgarde gedient hatte. Kommandiert wurde diese Truppe von Saif ad-Din Qutuz, welcher schon unter Aybak die Position eines Vizesultans eingenommen hatte.
Als im November 1259 die Nachricht vom Vormarsch der Mongolen nach Syrien in Kairo eintraf, wurde Ali von Qutuz entthront, der sich nun selbst zum Sultan ausrief.